# 자스민 파올리니

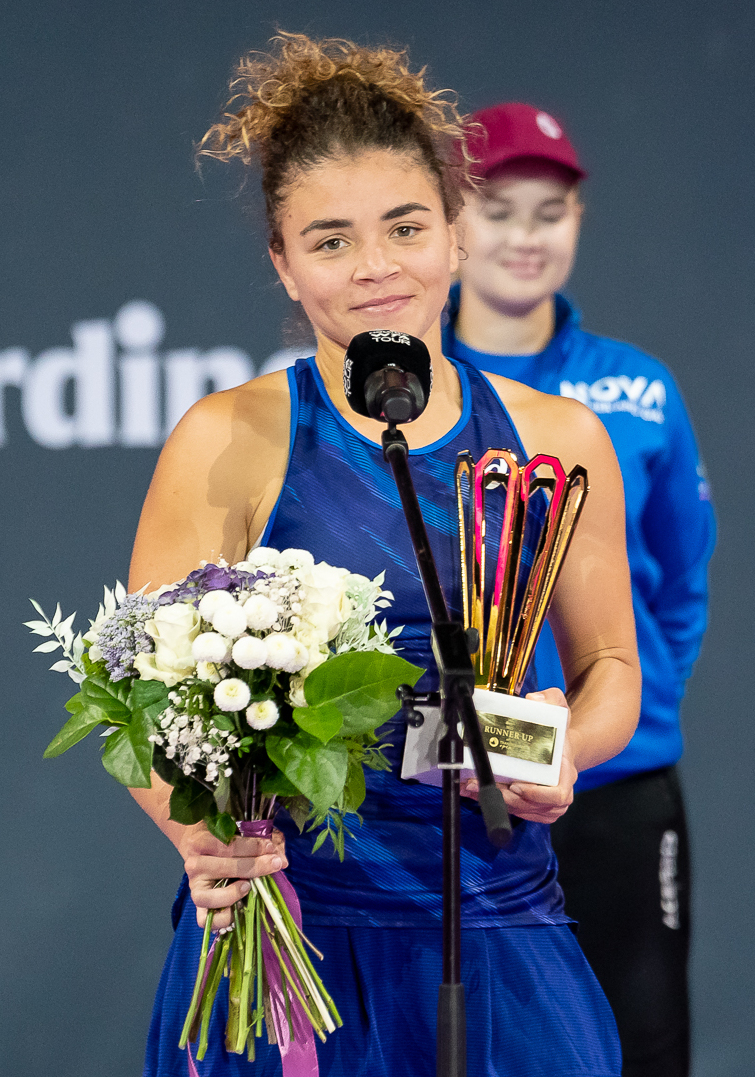

자스민 파올리니(Jasmine Paolini, 이탈리아어 발음: [ʒaˈzmin paoˈliːni], 1996년 1월 4일 ~ )는 이탈리아의 프로 테니스 선수이다. 2024년 6월 10일에 달성한 단식 부문 7위, 2024년 7월 1일에 달성한 복식 부문 13위라는 WTA 경력 최고 순위를 보유하고 있다.
파올리니는 2024년 프랑스 오픈과 윔블던 결승에 진출하는 등 두 번의 메이저 결승 진출자이다. 그녀는 2024년 두바이 테니스 선수권 대회에서 WTA 1000 단식 타이틀을 획득하는 것을 포함하여 WTA 투어에서 2개의 단식 타이틀과 3개의 복식 타이틀을 획득했다. 또한 WTA 챌린저 투어에서 2개의 싱글 타이틀을 획득했으며, ITF 서킷에서는 9개의 싱글 타이틀과 1개의 복식 타이틀을 획득했다. 그녀는 현재 이탈리아 여자 선수 1위이다.